# Girls, Girls, Girls
"Girls, Girls, Girls" er en single fra det amerikanske heavy metal-band Mötley Crüe. Det er den første single fra albummet albummet af samme navn. "Girls, Girls, Girls" blev udsendt den 11. maj 1987 og nåede sin højeste placering som nr. 12 på Billboard Hot 100 og nr. 20 på mainstreamrockens hitlister.